# 梅迪亞鎮區 (伊利諾伊州亨德森縣)
梅迪亞鎮區（英語：Media Township）是位於美國伊利諾伊州亨德森縣的一個行政鎮區。

## 地方資料
根據2010年美國人口普查的數據，梅迪亞鎮區的面積為94.30平方千米，當中陸地面積為94.30平方千米，而水域面積為0.00平方千米。當地共有人口367人，而人口密度為每平方千米3.89人。